# مايا برمان
مايا برمان (بالإنجليزية: Maya Burman)‏ هي رسامة هندية، ولدت في 1971.